# Schema for Object-Oriented XML
Schema for Object-Oriented XML(SOX)は、XMLの為のスキーマ言語の一つである。Commerce One社が開発し、XML Schemaへの提案の一つとなった。XML Schema以前に様々な企業が独自開発していたXMLの為のスキーマ言語の一つである。
SOXはオブジェクト指向言語で開発されたプログラムからのXML利用を簡単にすることに重点を置いている。